# Boremiec
Boremiec (ukr. Боремець, Boremeć), dawn. alt Borzemiec – wieś na Ukrainie, w obwodzie rówieńskim, w rejonie dubieńskim, w hromadzie Jarosławicze. W 2001 liczyła 352 mieszkańców, spośród których 348 wskazało jako ojczysty język ukraiński, a 4 rosyjski.
W okresie międzywojennym wieś znajdowała się w granicach II RP, wchodząc w skład gminy Jarosławicze w powiecie dubieńskim, w województwie wołyńskim.